# Воротиново
Воротиново (рос. Воротыново)  — присілок Сафоновського району Смоленської області Росії. Входить до складу Вишегорського сільського поселення.
Населення —  15 осіб (2007 рік). 